# 农业学大寨

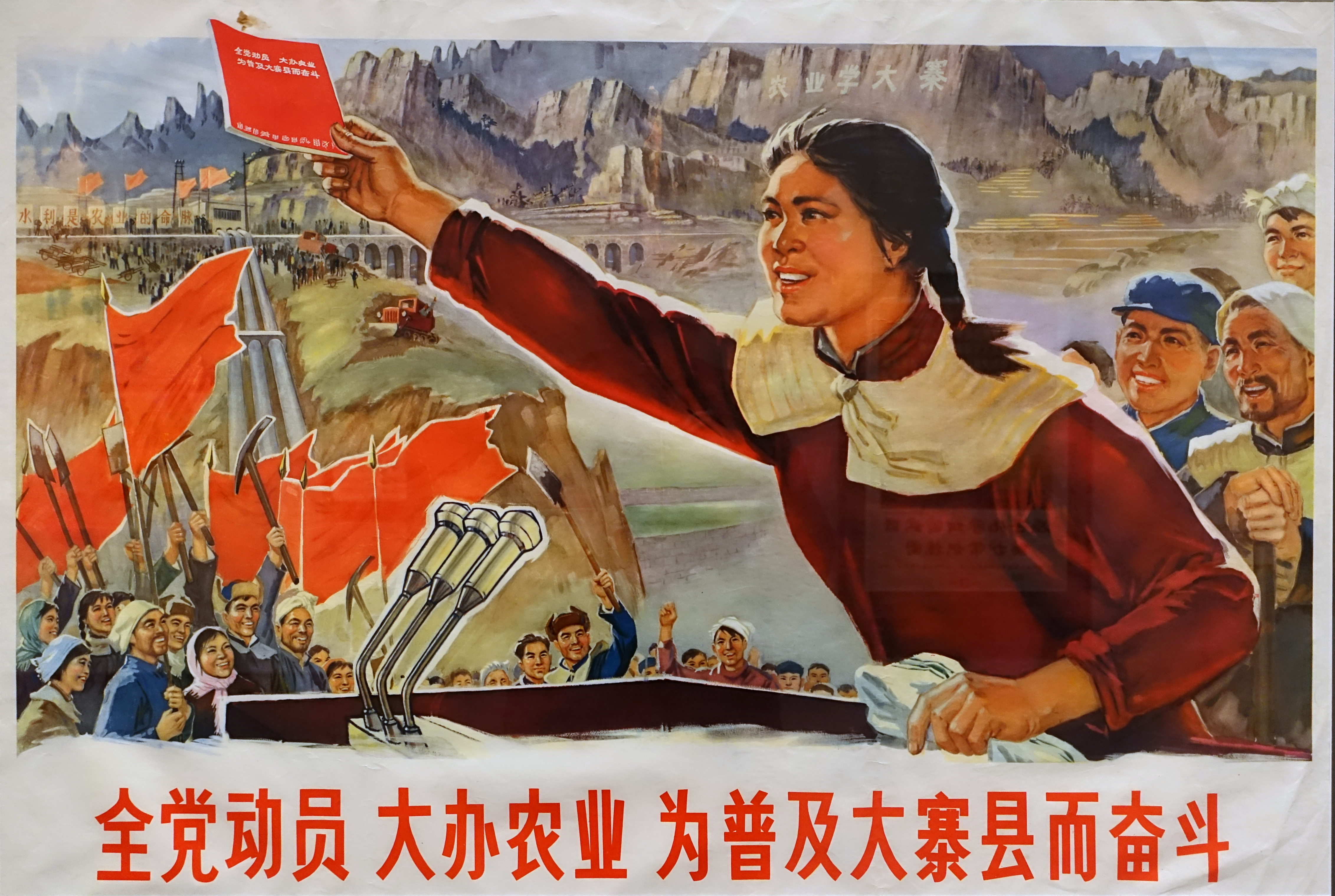
学大寨海報

农业学大寨是1960年代初至1970年代末在中华人民共和国开展的一场政治运动，依据的是1963年中国共产党中央委员会主席毛泽东发布的一项指示“工业学大庆，农业学大寨，全国学人民解放军”。
地处山西昔阳县的大寨村，在大队党支部书记陈永贵的领导下，自1953年起大搞农田基本建设，通过劈山填沟、改河垒坝等方法造出人工平原，扩大了耕地面积，提高了粮食产量，在山西省内广受宣扬。又因其在大灾之年（1963年），发起“三不要三不少”运动，经由山西省委上报，引起中央重视，在毛泽东和周恩来的肯定和授意下，号召全国农业向大寨学习，运动随即在全国迅速铺开。陈永贵亦成为当年的风云人物，进入中共中央政治局，担任国务院副总理。
文革结束后，“农业学大寨”运动中各种不合理的做法、极左风潮，因违背自然规律和经济规律而受到点名批评，被认为造成了重大生产损失且破坏了生态环境。1980年11月23日，中共中央向全国转发山西省委的检讨和党中央的批语（中发〔1980〕83号文件），陈永贵在此前的9月被迫辞职，大寨运动到此宣告结束。

## 过程

### 劳模先进
大寨是山西省昔阳县大寨公社的一个大队（现在大寨镇下属的大寨村），位于太行山西麓，境內多石山，当地称为“七沟八梁一面坡”。
1953年，大寨响应中央号召，开始实行农业集体化。在中国共产党山西省昔阳县大寨大队支部书记陈永贵的领导下，大寨农民从山下担土到石山上造田，在山顶上开辟蓄水池，时称“万里千担一亩田”，改造了本村的生活状态，受到當地人民政府的重视。
大寨村境内有一条名叫狼窝掌的干河沟，总面积87912平方米，是大寨“七沟八梁一面坡”中最长的一条，沟深且坡陡，到了雨季水面大，水土保持不易，难以种植庄稼。
1955年冬开始，大寨人在狼窝掌大搞农田水利基本建设，建筑水坝30多条，不料第二年夏季被山洪全部冲垮。1956年冬大寨人深挖坝基，重新筑坝，但到了次年夏天又被山洪冲毁。两个冬春的心血毁于一旦，陈永贵带领下的党支部不气馁，总结教训于1957年举全村之力再战，共筑坝16条，分6层布防，动用土方42.82万立方，石头7621立方，终于治理了这条干河沟，累计造地150亩，这就是著名的“三战狼窝掌”。
1959年12月，晋中地委、山西省委认为陈永贵的事迹和大寨的经验，具有指导示范作用，决定在全省宣传推广。1960年2月，山西省委批转晋中地委关于学习陈永贵带头苦干的事迹和大寨的生产管理经验的决定，号召全省农村干部学习模仿；同年，《山西日报》分别发表社论《陈永贵——党支部书记的好榜样》和长篇通讯《大寨支部是坚强的战斗堡垒》。

### 号召全国
最终为大寨村冲出山西提供舞台和机缘的是发生在1963年的一场特大洪涝灾害。
这场暴雨造成山流地冲、房倒窑塌，百分之七十的农民无家可归，冲垮了大寨人奋斗了10余年才得来的人造耕地和防护堤坝。山西省委得知这一重大灾害后，决定调拨一批救济粮和救济物资扶持大寨。陈永贵婉言拒绝，他坚持公社会自力更生，调动社员苦干，并提出“三不要”（不要国家救济粮、救济款、救济物资）、“三不少”（向国家卖粮不少、社员口粮不少、集体库存不少）的誓言目标；在一番作为后，大寨村奇迹般地闯过了年关，取得了好收成。
1964年3月28日，时任山西省委书记的陶鲁茄向毛泽东汇报大寨的情况。毛泽东高兴地说：“穷山沟里出好文章。”同年8月，毛泽东对国家计委领导小组的同志说：“要自力更生，要像大寨那样，它不借国家的钱，也不向国家要东西。”同年12月21日，三届全国人大一次会议上，周恩来总理在《政府工作报告》中专门表扬了大寨，并把大寨经验总结为：“政治挂帅，思想领先的原则；自力更生，艰苦奋斗的精神；爱国家、爱集体的共产主义风格。”
这一年，在党和国家的强力推行下，轰轰烈烈的“农业学大寨”运动迅速在全国铺开。

### 大寨红旗
据不完全统计，大寨村此后接待了超过一千万名的国内参观学习人员和25000多名的外国游客；党和国家领导人，以及一些省、直辖市、自治区的领导人，还有18位外国元首等先后访问当地，大寨成为中国政治版图上的重要标杆。周恩来本人就三次造访大寨，1965年5月第一次访问过后，由他公开表示“坚信党中央、国务院树立大寨这面红旗是正确的”。
文化大革命期间，虽然很多东西被取消，但“学大寨村、举大寨旗”的活动在中国没有停止过。1966年8月12日发布的中共八届十一中全会公报正式提出：“工业学大庆，农业学大寨，全国学人民解放军，加强思想政治工作。”1967年9月、1968年1月，国家两次召开大寨劳动管理经验现场会，1970年8月又召开北方农业会议，三次会议都以推广大寨经验为主旨。
陈永贵本人也成为当权派，并在昔阳县的夺权大会上和干部会议上，喊出了“抓革命、促生产”、“重新安排昔阳山河”的口号。自1968年冬季始，在陈的主持与调配下，一个又一个农田水利基本建设工程相继展开。据有关资料介绍，几年里共修筑了1000多公里大坝，垦整了6万多亩土地。到了1970年，《人民日报》发表《农业学大寨》的社论，在中央的授意下，陈永贵主动串联，巡回全国各地，播撒大寨种子，学大寨运动“更以燎原之势，遍及神州”。
1969年党的第九次全国代表大会，由毛泽东亲自安排，陈永贵被选为中央委员；1973年中共十届一中全会，陈成为中央政治局委员；1975年1月，陈被任命为国务院副总理。
直到1975年9月，党中央、国务院还在召开全国农业学大寨会议，会上发出“全党动员，大办农业，为普及大寨县而奋斗”的号召
，进一步提出“普及大寨县”的设想，要求1980年全国三分之一的县建成大寨县。办法是：“大批资本主义、大批修正主义，大干社会主义，大搞农田基本建设，大搞农业机械化，实现高产稳产”。
“四人帮”被粉碎后，华国锋担任党政军最高领导职务，继续高举“学大寨”旗帜。1976年12月，陈永贵协助华国锋召开第二次全国农业学大寨会议，会上他作了《彻底批判“四人帮”，掀起普及大寨县运动的新高潮》的报告。这次会议，极左路线得到延续，将学大寨运动推上了极端。不仅农业学大寨，而且教育、卫生、司法、财贸等行业和部门都被要求学大寨。

### 运动终结
1978年12月，十一届三中全会发表公报，明确“工作的着重点转移到社会主义现代化建设上来”，强调“民主”、“法制”和“实事求是”。叫喊多年的“政治挂帅”、“阶级斗争为纲”、“依靠贫农下中农”和“工业学大庆、农业学大寨”等路线、方针、口号在此次公报中消失了，随之而起的是以联产承包制为主要内容的农村经济体制改革。
1980年8月24日，中国共产党山西省委发布《关于农业学大寨运动中经验教训的检查报告》，指出了大寨“左”的错误在政治、经济、思想、组织、作风等方面的详细表现和危害，给“农业学大寨”运动作了最后的总结，也预示了运动的即将终止。1980年10月21日，山西省委做了检查报告上呈中共中央，后者又为报告附加了一个几千字的批语，并于11月23日转发全国（中发〔1980〕83号文件）。这份文件作为农业领域拨乱反正的一个标志性象征，对持续十几年的全国农业学大寨运动进行了检讨和总结：
- 文件指出，对于大寨经验的错误以及由此造成的严重后果，山西省委要承担责任，就全国范围而言，主要责任在当时的党中央。
- 文件以文化大革命为界，对大寨经验做了前后区分，文革前由周恩来总结和推广的大寨经验，仍被视为先进典型而受到到肯定。
- 文件反思，推广先进典型、先进经验要结合各地自己的情况，在农民自愿接受的基础上，逐步实行，不能生搬硬套，强迫命令。
- 文件认为，党和国家仍应该发现、提拔、宣传在创造先进经验方面做出贡献的先进人物和优秀分子，发扬模范作用。

大寨运动主要负责人陈永贵对山西省委的报告和党中央的批语表示接受，他说:「对于学大寨出现的问题，中央承担了责任，我也有责任。是我的责任，我不向上推。」

## 影响

### 全国样板
农业学大寨运动主要是在冬春农闲时，组织农民进行农田基本建设、兴修水利。
一方面，大寨运动将农民组织起来，发挥了地方积极性，在各种条件不充裕的情况下，调配利用农民劳动力兴建了许多农田水利设施。例如河南省林县的红旗渠，就是学习大寨调动农民自身的力量，解决了改变了当地农田缺水、深山用水的问题。
另一方面，不少地方盲目效仿，采取大寨政治挂帅、违反自然规律和经济规律的做法，给生态环境和农业生产带来极大破坏，也并没能在实质上提高中国农村的生产力。
北方地区学大寨，借鉴陈永贵主持的「十年造地规划」，到处搞黄土搬家、劈山截流、毁林作田，进一步恶化了北方脆弱的生态系统，在不同程度上加重了20世纪80年代以后，中国北方旱涝交替频发、恶性循环的水源危机。有一部分水利专家认为，河南“75·8”水库溃坝的根本原因，也与农业学大寨所导致的水库上游植被破坏与水土流失有关。
南方地区学大寨，由于缺乏生态农业的理念，极左激进思潮的影响之下，单方面强调「大批促大干，大干促大变」，在山林资源丰富的地方造梯田，在水系资源良好的地方围湖造地，严重损坏了自然环境，成为继1958年大跃进“大炼钢铁”之后，又一次人为制造的生态危机。
此外，大寨模式过分突出农业和重视粮食产量的特点，也影响到了各地产业结构的均衡。

### 改造自然
大寨的经验中，一个重要内容就是「改天换地、拦河打坝、敢把山山水水重安排」。
运动早期时常采取炸山，并用土石填覆截断河道的做法，后期则进一步演化为各种大规模的自然改造工程。陈永贵甚至提出全国耕地要从占国土面积的10%增加到20%至30%的奇想，要求各县、社都要搞大会战、大协作，打人民战争进行围海造田、围湖造田、拦河造田、移河造田。
陈永贵本人在为农林部和北京市委举办的一次报告会上这样号召：
昔阳这几年变化全靠劈山改河，向河滩要粮，向山坡要田。我们只要有河有山，就有种不完的田，也有打不完的粮食。我们粮食都在山河里放着呢...昔阳的措施，一条就是增加耕地，过去乱石滚滚的烂河滩，现在基本上变成良田了...昔阳劈山改河的办法很多，比方是几百米宽、上千米宽的大河，我们是两边打坝，水走中间，两边垫土成田。再一种办法，就是在河里旋涵洞，在十米宽、几米宽的河里旋起涵洞来，让水走涵洞，涵洞上垫土造田。石坪大队旋了五千多米的涵洞，造了五百多亩好地...一个大队能增加五百亩地，是向河滩要地要下的。如果都能那样搞，咱们全国有多少河滩，能增加多少地？...那涵洞里几千米、几万米长，该放多少人啊！
昔阳有个三都公社，旋了一万一千米的涵洞，造地近千亩，把整个一道河给它改了。再一种办法，就是裁弯取直，如果碰到山就在山里挖洞，让河水走这山洞里边，就和火车进隧道一样。办法很多，原来也没有想到有几种办法来劈山改河，就是咱们的专家们也没有办法。什么农业专家、水利专家，他们书本上也没有那么多的办法，也没有河沟旋涵洞，水走涵洞、上种地那种办法。看起来还是群众有，群众是真正的英雄。
按照上述理念，昔阳县在文革后期正式立项，启动「西水东调」工程，自1975至1980年，前后共五年时间，耗资达几千万，投工近五百万个。「西水东调」的意图是从昔阳县境西部，截住流入黄河水系的潇河水，通过人工开凿的隧洞穿过太行山，从地下引向东流，经过昔阳的五个公社，改入海河水，是名副其实「改天换地」的大工程。「西水东调」工程当时一年的开销，占有山西省全部水利经费的十分之一。除此之外，还组织征用了包括昔阳县各社队民工、机关厂矿企业事业单位干部、工人和教师，还有阳泉矿务局煤矿工人，解放军工程兵指战员等在内的各方劳力，耗费巨大。据官方日后估算，全部工程完工后，每亩水浇地成本可能高达时价的一千多元，后来被批判为「得不偿失」。

### 成效评估
后有学者指出，对自然河流进行「裁弯取直」，虽然能把河床和河滩改造成「农田」，也会招致一系列问题，例如：全域水系生态受损，河流生物的丰富度、密度下降；水环境剧烈变化，当地虾贝藻鱼等经济动植物资源减少；大面积河床修为田地后，建筑急需的河沙无从取得；直河道在雨季时没有缓冲，对河岸的冲击力加大；河道的流域面积减少，自然水系的防涝抗旱功能被削弱；以及旱季农作物灌溉时取水不便，需要通过抽水机从河道里取水等。
例如1966年至1972年完成的下荆江裁弯工程，裁弯取直工程完成后，下荆江江段新的崩岸不断发生。为控制局势，1984年长江流域规划办公室又报请水电部，启动「下荆江河段河势控制工程」，逐年施行。除了崩岸，裁弯取直的另一个隐患是致使河流干涸。文革期间，广东兴宁市学习大寨，从1967年至1977年，耗时十年对境内的宁江河进行了移河造田、裁弯取直工程。完工后的宁江河，却时常因为水量太小而导致河床裸露，宁江河也因此断航；当地虽在九十年代，采取了垒石固堤、设坝建闸等措施补救，仍是收效甚微。其他地区如华北平原等地，也有类似的例子。

### 文革之后
文革结束后，大寨弄虚作假、谎报产量的事被揭发出来，党内外对陈永贵主导的大寨模式颇有微词。1978年1月，胡耀邦在中央党校一次讲话中公开批评「农业学大寨」；他尖锐地指出：农业学大寨，搞人造平原，是「破坏生态平衡，劳民伤财」，并认为学大寨是极大的浪费，是把农业引入歧途。很快，政治风气转向，已经投入大量人力、物力和财力的大中坝岛拦河坝工程，以及大寨主持修建的「西水东调」工程等项目相继下马。
《人民日报》后来如此评价大寨的「西水东调」工程：
昔阳县“西水东调”工程终于下马了，这是农田水利建设中一个极为沉痛的教训。这项工程，侵占了群众的人力、物力和财力，重犯‘一平二调’的错误。它不顾自然条件，盲目地‘想新的，干大的’，随心所欲，劳民伤财。在过去一段相当长的年月，象昔阳那样的‘西水东调’式的蠢事，是不少的。
长期以来，由于工作指导上的错误，特别是林彪、“四人帮”的干扰破坏，我们干了不少“西水东调”式的蠢事，造成了人力、财力、物力的巨大浪费。据我所知，有个大队在上级提出的“万池大会战”的号召下，花了六万多元，投工几千个，在一些山头挖了三十个喷灌蓄水池，因当地水源缺，大多数是“白天装太阳，晚上装月亮”。又如某地为把弯曲的河流截直，在亩产千斤的耕地上开挖新河。新河挖出来了，因落差大，水势猛，又耗费巨资维修，旧河填不了，使耕地大面积减少。至于不顾自然规律和经济规律，大搞“人造平原”、改坡地为梯地等劳民伤财的蠢事，在一个县、甚至一个公社都可以举出几件。粉碎“四人帮”以后，随着党的思想路线的宣传和贯彻，此类事情是有所减少。但是在经济建设中，甚至在某些生产计划、生产措施的决定和实施中，不问自然规律、经济规律，不问经济效果，凭个人意志办事的做法，依然严重存在。干“西水东调”式的蠢事的原因究竟在哪里？危害到底有多大？从经济建设的计划、方案、实施等方面，应采取什么行政、经济、法律措施来防止
“西水东调”的错误？
由于中央批准可以公开批评和讨论「大寨问题」，1979年新华社内部刊物率先刊载了几篇揭露大寨、昔阳真实情况的文章。《人民日报》、《光明日报》、《山西日报》、中央人民广播电台也相继报道、揭发、批判农业学大寨运动中的极“左”错误，在社会产生了很大的反响。1980年6月15日，在上级的直接授意下，《人民日报》发表社论对大寨经验进行了总结：
发展农业生产应该鼓励各个地区因地制宜，发挥自己的优势，做到农林牧副渔五业并举...可是，在过去很长的一段时间里，由于不问土质、地势、生产习惯、技术条件等具体情况，统统强调抓粮食，弄得宜林不林，宜牧不牧，宜果不果，宜渔不渔，不但不能扬其所长，反而强人所难，趋其所短，结果是“以粮为纲，全面砍光”。这种“一刀切”的错误方针，表现在农业基本建设上，突出的就是到处硬搞整齐划一的“旱地改水田”，硬搞“人造平原”、“水平田”、“海绵田”，硬搞“连成片，一条线”的园林化。大量的人力，大捆大捆的人民币，耗费在收益很小的黄土大搬家上，甚至不但没有收益，反而破坏了生态平衡，贻害了子孙后代。

### 观念交织
随着时代变迁，越来越多人开始反思人与自然的关系。大陆政府开始倡导生态意识、环保意识，生态建设和环境保护被正式确定为基本国策。据国家发改委统计，从2000年至2010年，大陆在生态建设和环境保护的投入金额近1万亿元。在理念上，官方宣传也由毛时代的「人定胜天」转进到了现下的「和谐共生」。2020年底收尾的脱贫攻坚战，政策便是从大寨当年的「改天换地，重新安排山水」调整到了十一五规划开始的「易地扶贫」，即将环境恶劣地区的贫困人口实施易地搬迁安置的模式。
另一方面，「大庆大寨是榜样」「战天斗地」或是「抗天斗地」作为政治符号，还是经常以正面形象被官媒所传扬与歌颂：
“愚公移山，改造中国”，从此成为鼓舞全国人民改造山河、改变一穷二白落后面貌的动员口号，成为一种改造中国社会、改造自然的巨大精神力量。为这个伟大精神所感召，中国人民抒写了无数重整山河的壮丽诗篇。特别是在20世纪60年代初的困难时期，全国人民面对极端困难的考验，展开了一场同自然灾害和物质匮乏的斗争。山西昔阳县大寨村群众自力更生、艰苦奋斗和河南林县（今林州市）人民开凿红旗渠、重新安排山河的壮举，是其中的杰出代表。
今日的中国仍热衷于自然改造，缺乏可靠的数据支撑，不经过严格的、规范的科学论证，草率上马的各类工程项层出不穷；对自然山川采取一种敌对态度
，轻言干预大自然、好大喜功、以大为美的思维非常普遍。续三峡水利工程、南水北调工程之后，各地陆续出现珠江三角洲西水东调工程、引洮上山水利工程、红旗河藏水入疆工程、雅鲁藏布江大坝等超级自然改造工程；2000年后中国大陆更出现新一轮的削山造城潮，大寨时期“让高山低头、叫河水让路”、“愚公移山、向山要地”、“削山填沟、人造平原”作为理念和口号被重新拾起，被一些学者认为是大跃进时期唯心主义史观在21世纪的翻版。

## 批评

### 谎报粮食产量
1973年的春天，昔阳地方连续乾旱，生产形势不乐观。陈永贵发动全民总动员，中小学生停课，男女老少走山路，挑井水上田，以保证春耕播种，称之为「天大旱，人大干，千里百担一亩苗」。实际上，昔阳县共有耕地40万亩，人工挑水的做法，无法完成那么大规模的下苗任务。当地县委提出放弃一半，保住另一半20万亩地的建议，被陈永贵否决。
干旱40来天后，昔阳开始降雨，于是渡过难关。陈永贵在之后给农林部和北京市委举办的报告会上，对外公开宣称73年是「没见过的大旱，没见过的大干」，并预言秋天会有「没见过的大丰收」
而且「全县粮食总产量会超过历史最高水平」。这个话很快作为政治宣传，传遍了全国。
1973年的秋天，长达一个月的阴雨天气，使得昔阳全县粮食歉收。陈永贵此时刚在中共十大上成为了中央政治局委员。为了抵消事件的政治影响，山西地方配合上级指示，各级单位层层多报谎报。1973年的实际粮食产量为1.39亿斤，上报最后调整到2.39亿斤，比实际产量多报了1亿斤，并且是按此数目，上纳给粮食厅。
大寨作为全国样板，政治上不能减产，第二年也就是1974年，又是以73年的账目为基础，继续虚报，这样的情况一直持续到了1977年。根据新华社报道，山西省统计局的核算，昔阳县自1973年到1977年的五年间，总共虚报了粮食产量2.7亿多斤，比这五年实际粮食产量多报了近24％。

### 吃国家偏饭
有批评认为，大寨虽然在当时被标榜为「自力更生」，但是实际上也吃了国家的「偏饭」。以农机为例，国家就近在大寨附近设厂，供应当地农业生产所需的机器；又以化肥为例，在化肥稀缺的60、70年代，昔阳县这方面的供应，也是有求必应。

## 图库

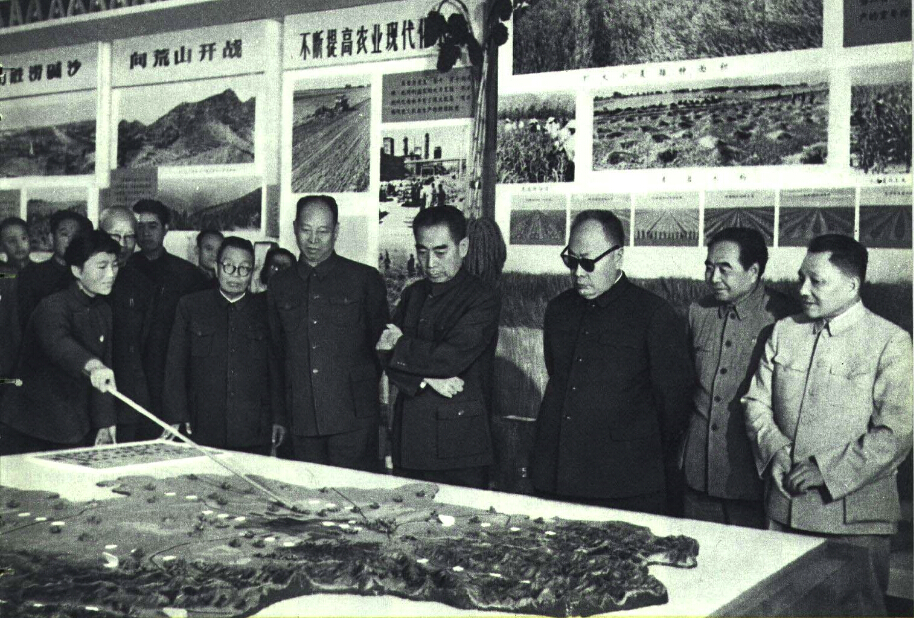
周恩来視察农业学大寨運動
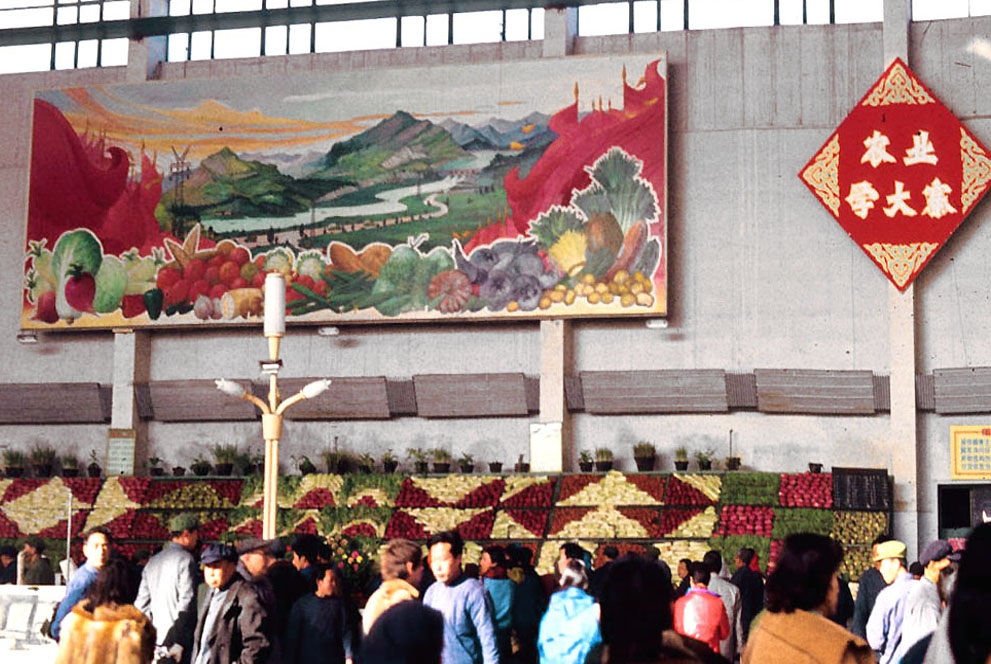
1978年3月北京市一间市场内仍有“农业学大寨”标语
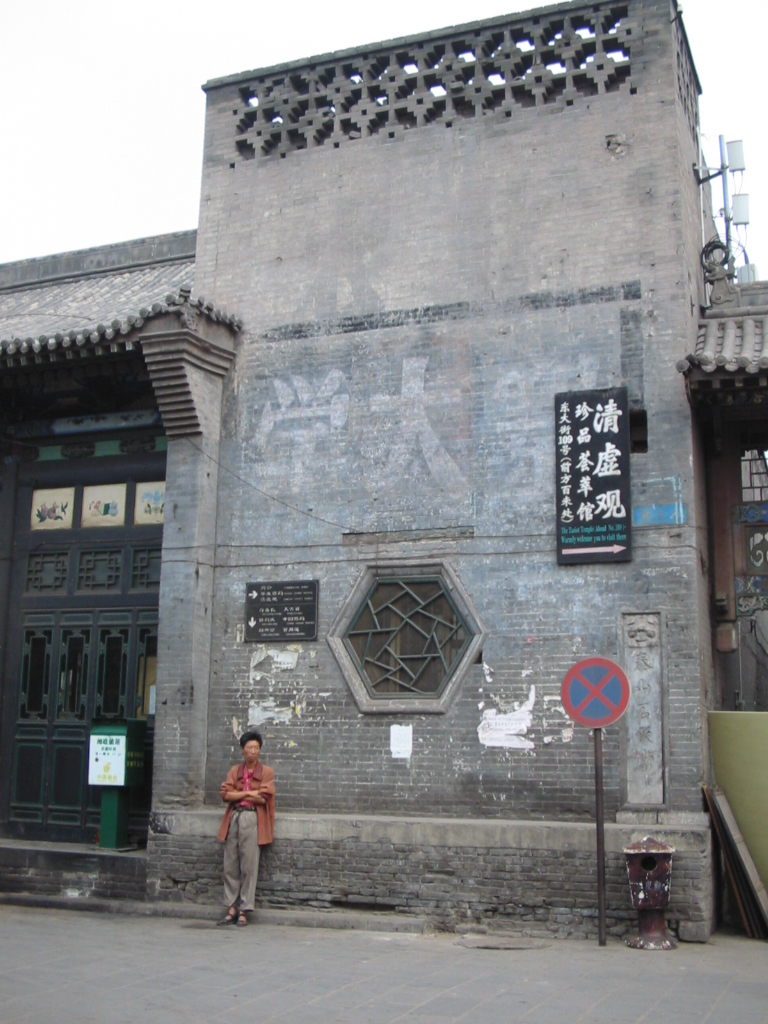
平遥县街头仍然可以看到当年的标语
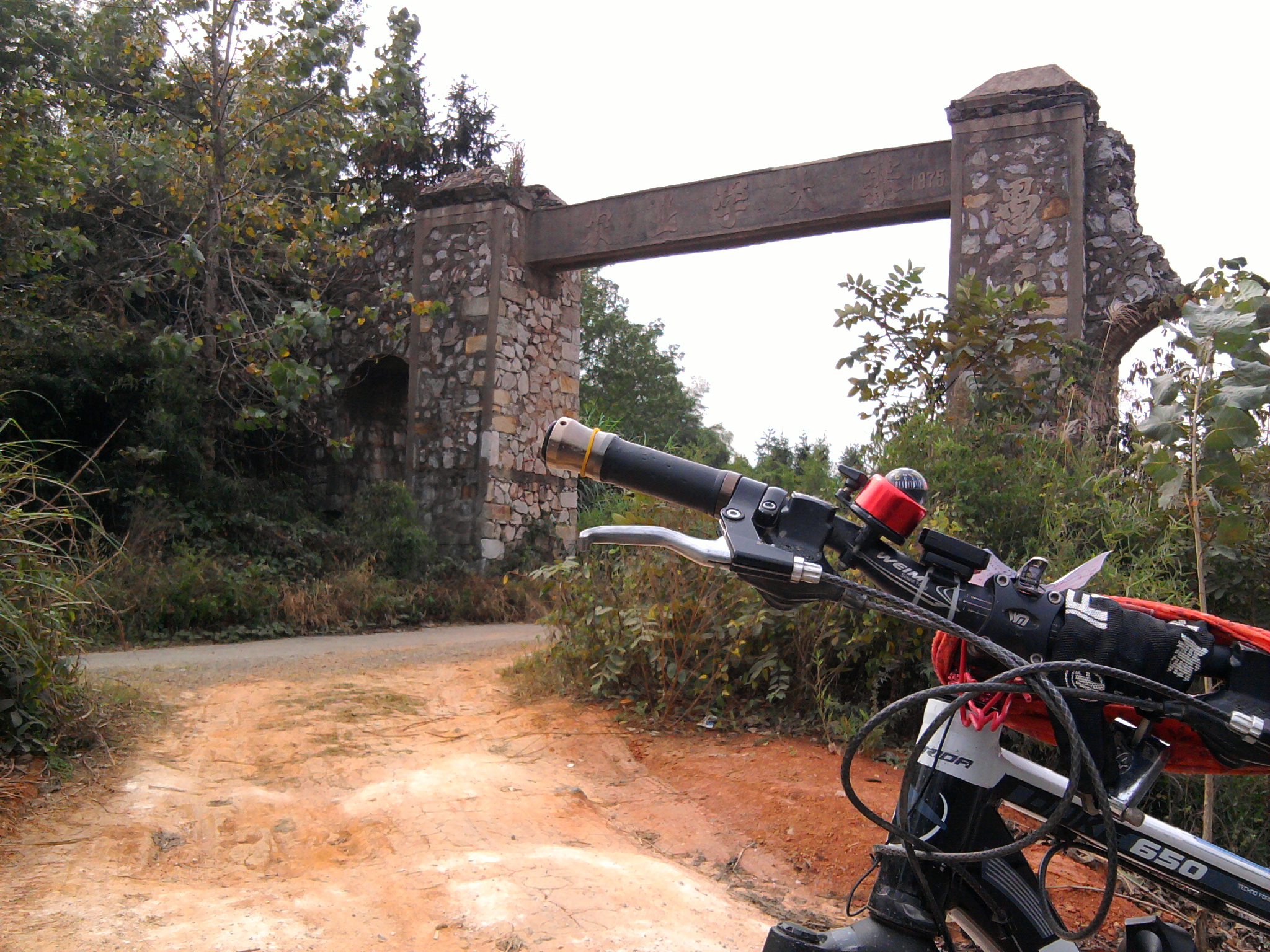
赤壁市洪水铺尚存的“农业学大寨”标语